# Vulci
Vulci, Wulczi (łac. Volci) – antyczne miasto etruskie, na pograniczu Lacjum i Toskanii, między Montalto di Castro a Canino.

## Historia
Vulci, jedno z miast Etrurii, zlokalizowane było na północny zachód od Tarquinii. Oba ośrodki łączyła Via Aurelia. Miasto rozkwitało między VII a V wiekiem p.n.e. Rzymianie zdobyli je pod wodzą Tyberiusza Korunkaniusza w 280 r. p.n.e. Na części zdobytego terytorium powstała kolonia rzymska Cosa.
Ze starożytnego miasta etruskiego zachowały się pozostałości murów miejskich z V–IV w. p.n.e., świątynia z IV w. p.n.e. oraz cysterny, tunele i studnie. Z okresu rzymskiego zachowały się dwa mosty oraz pozostałości akweduktu oraz niektórych budynków publicznych i prywatnych. Wokół Vulci rozsianych był szereg nekropolii. Odkryto kurhan Coccumella z pierwszej połowy VI wieku p.n.e. oraz Grób François z drugiej połowy IV wieku p.n.e. z bogatą dekoracją malarską. Artefakty odnalezione w grobowcach świadczą o wysokim stopniu rozwoju rzemiosła etruskiego oraz o otwartości na kontakty i wymianę z kulturami zewnętrznymi, zwłaszcza z Grekami.
Prace archeologiczne, przede wszystkim na największej nekropolii prowadzone były poczawszy od roku 1828. Wazy greckie, brązy i inne artefakty stanowią obecnie część kolekcji Gregoriańskiego Muzeum Etruskiego w Watykanie. Obliczono, że do 1856 roku otwarto ponad 15000 grobowców.

## Galeria

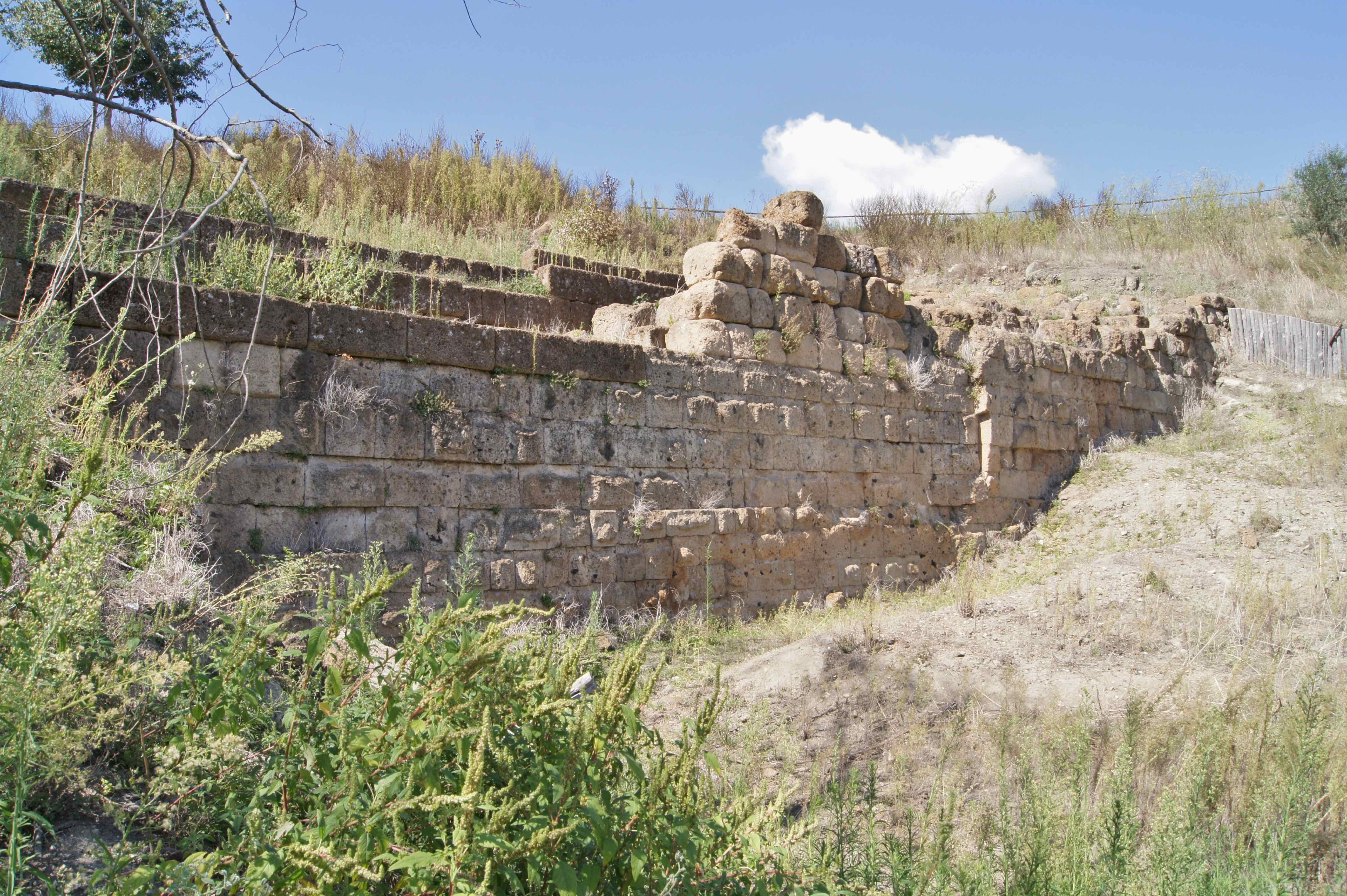
Fragment murów etruskich
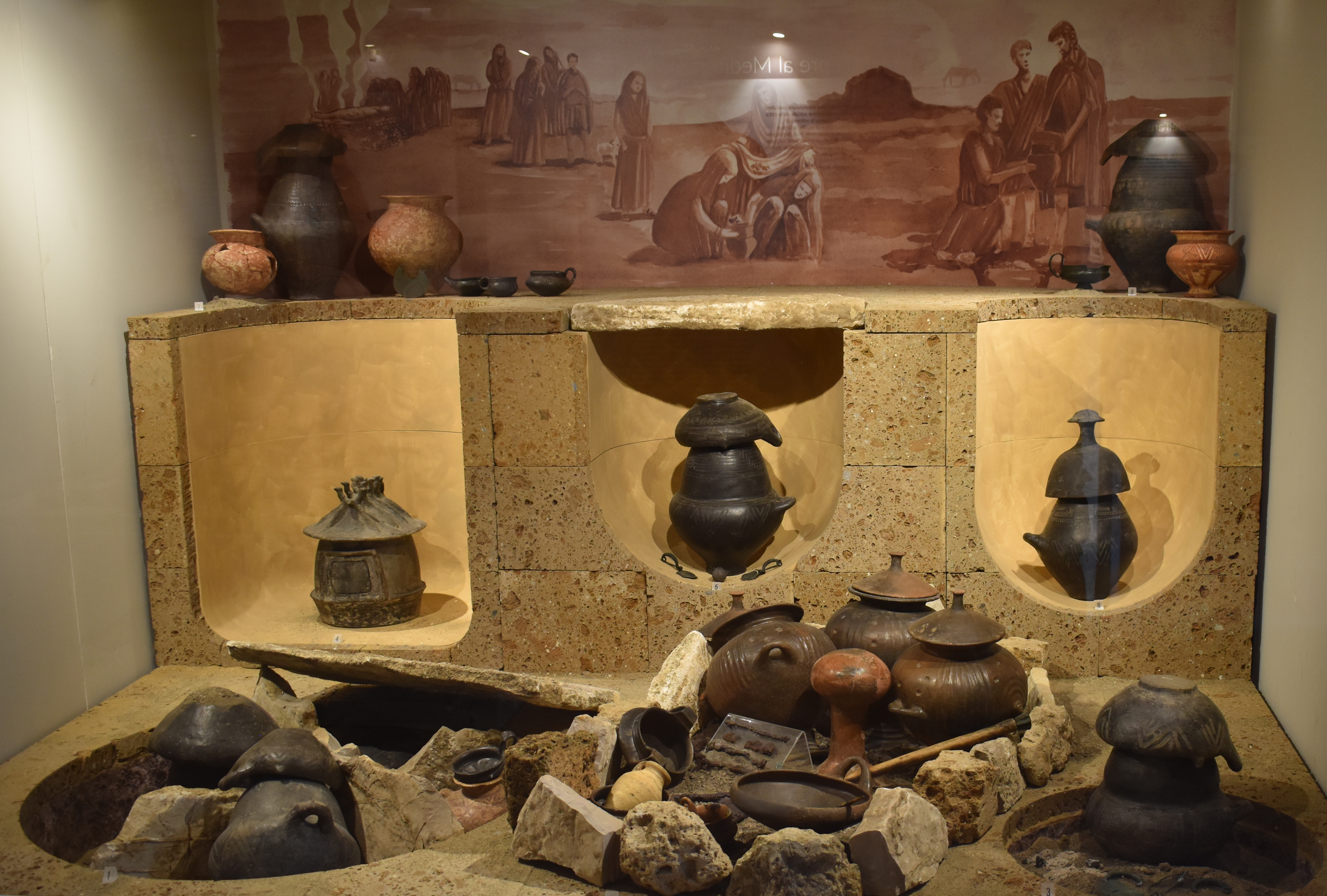
Fragment ekspozycji w muzeum w Vulci
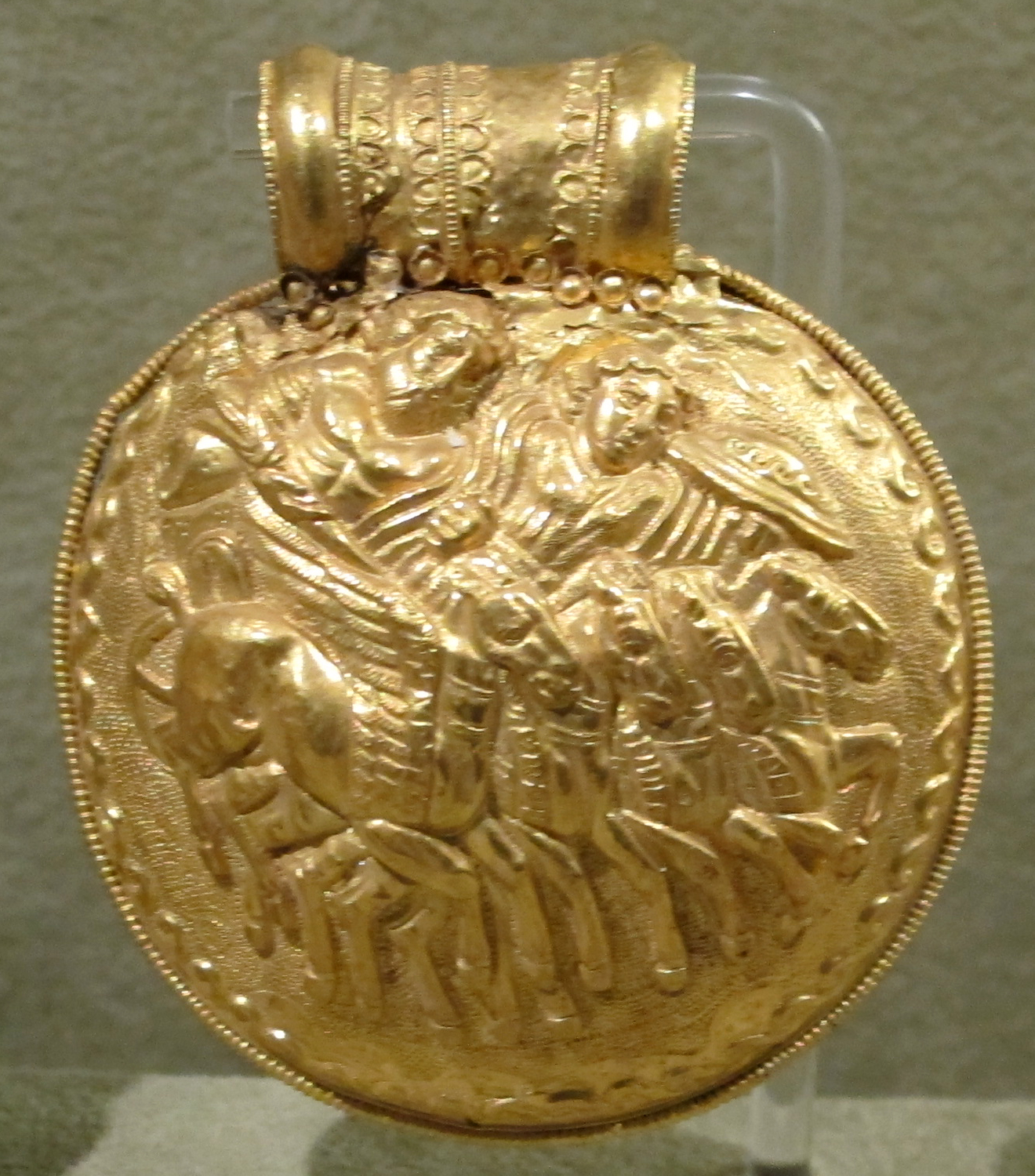
Złota ozdoba etruska z Vulci